# ايمانويل غارسيا (لاعب كرة قدم أرجنتيني)
ايمانويل غارسيا (بالإسبانية: Emanuel García)‏ (6 سبتمبر 1990 في الأرجنتين - ) هو لاعب كرة قدم أرجنتيني في مركز الوسط. لعب مع روزاريو سنترال.

## وصلات خارجية
- ايمانويل غارسيا (لاعب كرة قدم أرجنتيني) على موقع قاعدة بيانات كرة القدم.إي يو (الإنجليزية)
- ايمانويل غارسيا (لاعب كرة قدم أرجنتيني) على موقع Soccerway.com (الإنجليزية)